# Kawasaki ZX-R
Kawasaki ZX-R ist eine Baureihenbezeichnung für Supersportler und Superbikes des japanischen Motorradherstellers Kawasaki. Seit 1984 tragen ausgewählte Modelle den Namen Ninja. Für die Baureihe stilistisch ist die, von manchen Käufern bevorzugte, grell-grüne Farbe der Vollverkleidung, welche sich seitdem durch das komplette Produktportfolio von Kawasaki zieht (für fast alle Modelle verfügbar) und inzwischen den kompletten Auftritt der Motorrad-Marke bestimmt (Website, Händler-CI, Merchandise). Das Modellkürzel „ZX“ wurde von der internen Bezeichnung der vierzylindrigen GPZ-Baureihen übernommen, die wiederum das „Z“ von den Z-Baureihen der 1970er Jahre weitergeführt hatten.

## Übersicht

### "Ninja"-Baureihe
Im Jahr 1984 brachte Kawasaki die Kawasaki GPZ900R auf den Markt die erstmals als "Ninja" verkauft wurde. Seitdem werden sportliche Motorräder auch in Anlehnung an die Motorsport-Erfolge der Marke häufig mit dieser Bezeichnung verkauft. Da es im Bezug auf den Beinamen keine einheitliche Zuordnung gibt werden hier nur die Motorräder aufgeführt die in Deutschland als "Ninja" vermarktet wurden und werden. In anderen Märkten gelten auch die Motorräder der ZZR-Reihe, GPZ-Reihe und teilweise auch der ER-xx-Reihe als "Ninja". Obwohl zum Beispiel die Modelle ZXR400 und ZXR750 ebenfalls grell-grün lackiert verfügbar waren und wegen ihrer sportlichen und optischen Auslegung gern Ninja genannte werden, war dies hierzulande keine offizielle (Verkaufs-)Bezeichnung.

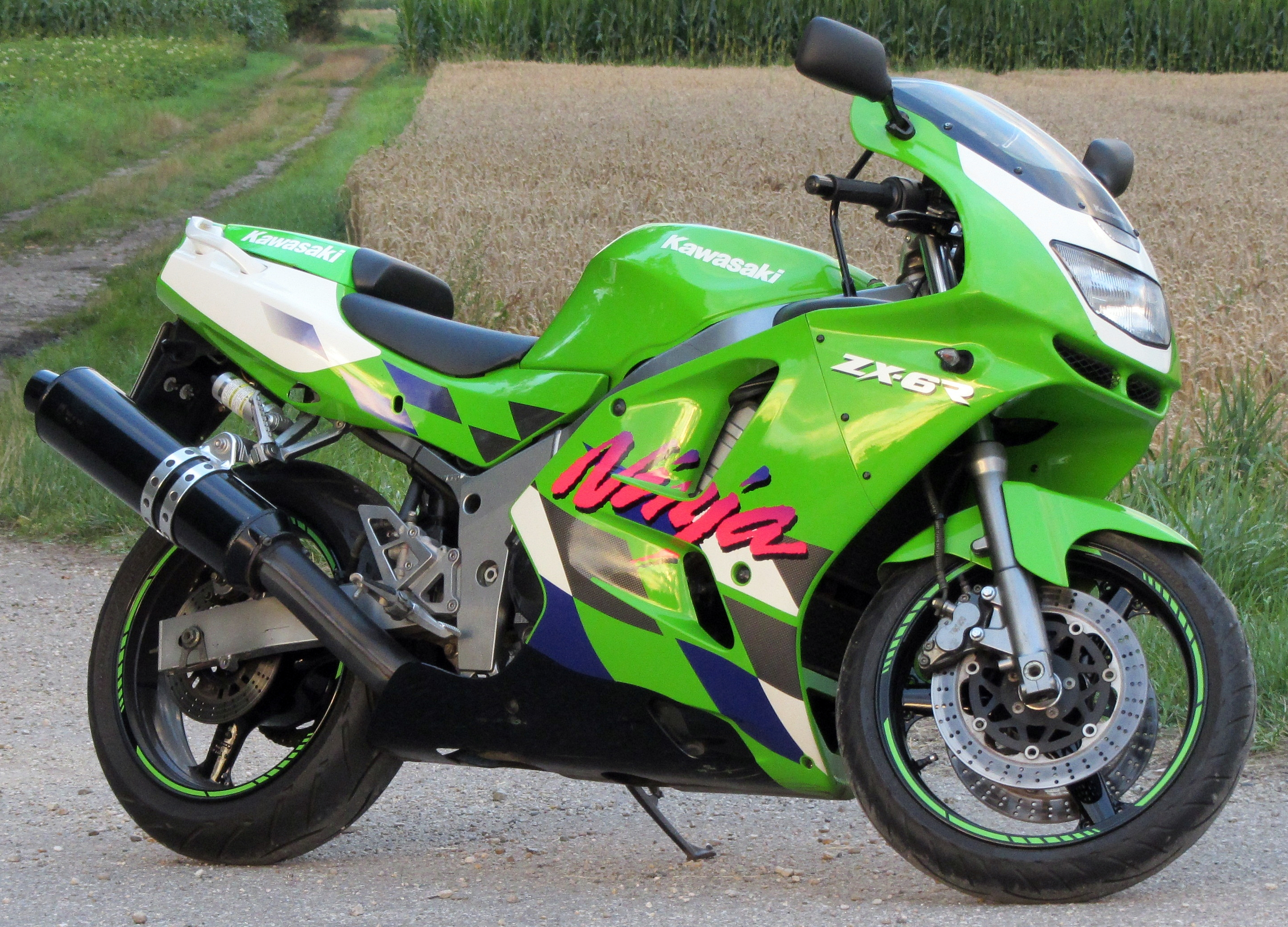
Ninja ZX-6R "Lime Green"

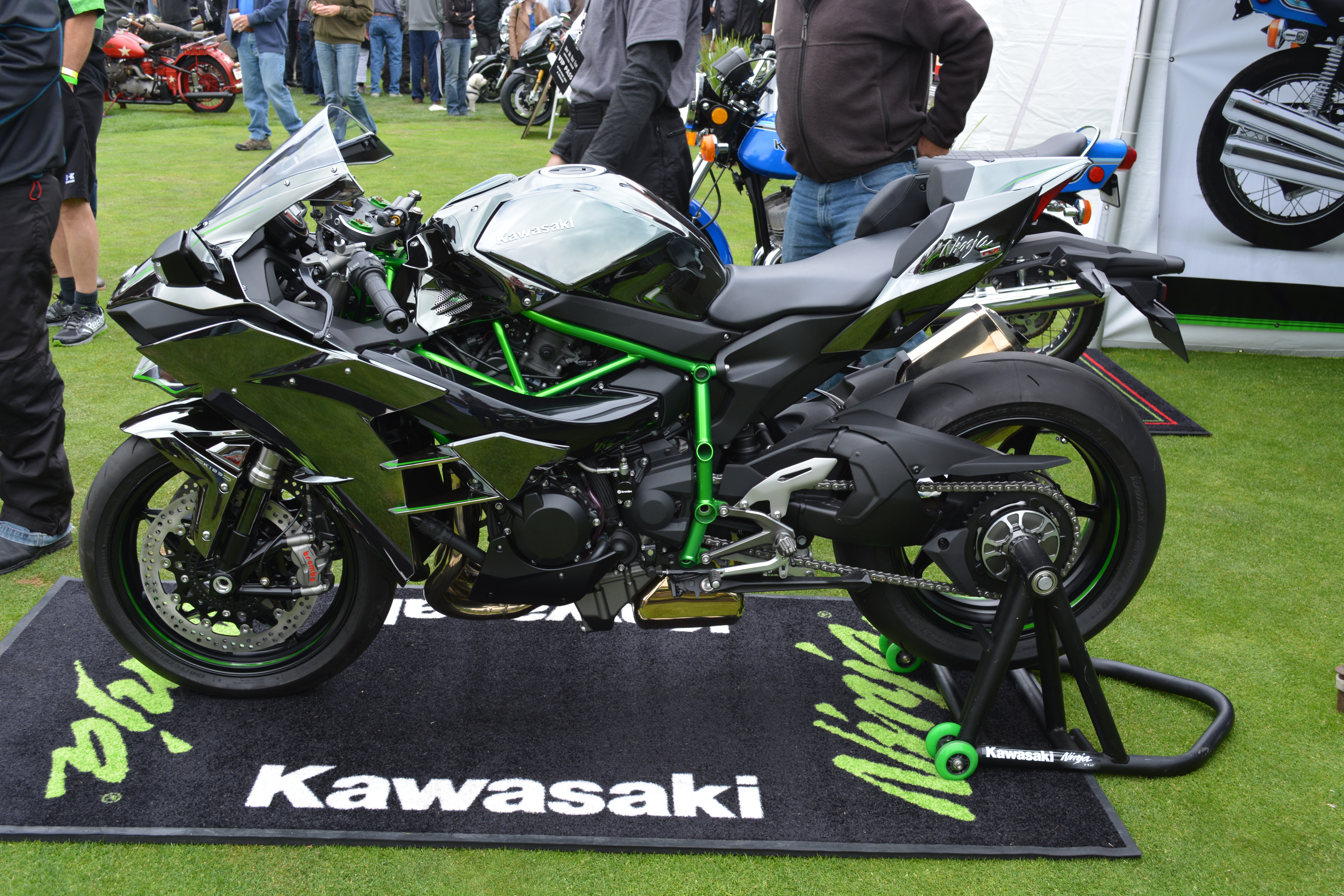
Ninja H2

Ninja-Motorräder in Deutschland in chronologischer Reihenfolge:
- Kawasaki GPZ900R ab 1984
- Kawasaki Ninja ZX-6R ab 1994
- Kawasaki Ninja ZX-9R ab 1994
- Kawasaki ZX-7R ab 1996
- Kawasaki ZX-12R ab 2000
- Kawasaki Ninja ZX-10R ab 2004
- Kawasaki 250R ab 2007
- Kawasaki Ninja 300 ab 2013
- Kawasaki Ninja H2 ab 2015
- Kawasaki Ninja 650 ab 2017, bis Modelljahr 2016 als "ER-6f" verkauft
- Kawasaki Ninja 400 ab 2018

### ZX-R Reihe Aktuell in Produktion
- Kawasaki ZX-4R(R)
- Kawasaki ZX-6R
- Kawasaki ZX-10R
- Kawasaki ZX-14R

### ZX-R Reihe Produktion eingestellt

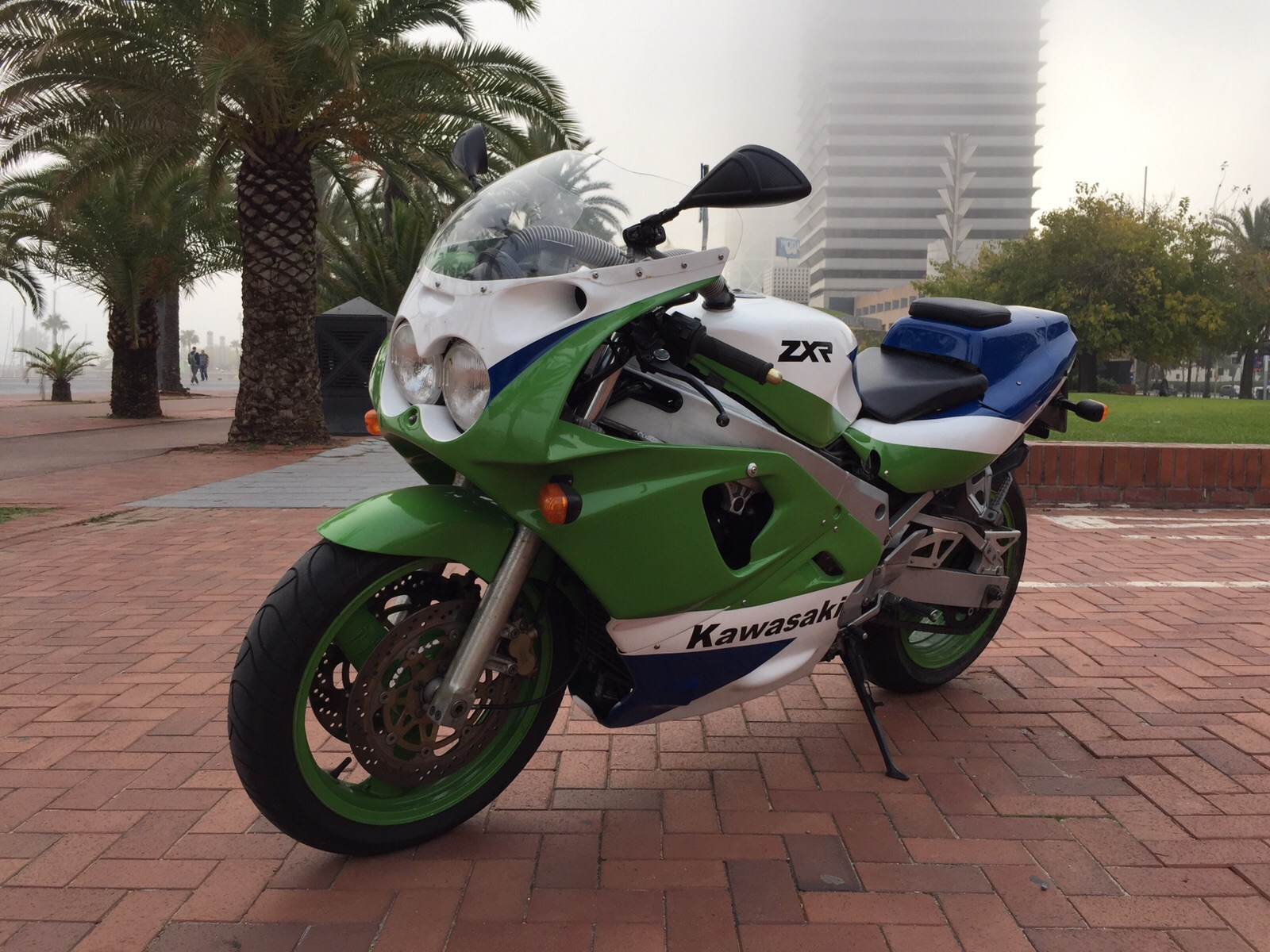
ZXR 750

- Kawasaki ZXR 400
- Kawasaki ZX-7R
- Kawasaki ZXR 750
- Kawasaki ZX-9R
- Kawasaki ZX-12R